# Робърт Кенеди
Робърт Франсис Кенеди (на английски: Robert Francis „Bobby“ Kennedy или RFK – Ар Еф Кей) е американски политик, по-малък брат на президента Джон Ф. Кенеди.
Той е от най-доверените и ценени съветници и близки на президента. Изпълнява длъжността главен прокурор от 1961 до 1964 г. След убийството на брат му става член на Сената от името на Ню Йорк. През 1968 г. Робърт Кенеди се кандидатира за президент на САЩ от Демократическата партия. В разгара на предизборната борба, след като печели Калифорния в предварителните избори, малко след полунощ на 5 юни 1968 г. е застрелян в Лос Анджелис и умира 25 часа по-късно. През май 1969 г. палестинецът Сирхан Сирхан е признат от съда за виновен и осъден на смърт за убийството на Робърт Кенеди. Впоследствие присъдата му е заменена с доживотен затвор.

## Образование
Робърт е седмото дете на Джоузеф Кенеди и Роуз Кенеди. Когато е на 2 годинки, семейството му се мести да живее в Ню Йорк, но имат и къща в Палм Бийч, Флорида, където прекарват ваканциите.
Началното му образование е в обществени училища, но средното си образование получава в частно училище, след което се записва в Харвард. След завършването му, през септември 1948 г., започва да учи право в Университета на Вирджиния. На 17 юни 1950 г. сключва брак с Етел Скакел. Една година по-късно завършва право.

## Политическа кариера

### До 1960 г.
През ноември 1951 г., Кенеди заедно с жена си и новородената си дъщеря се премества да живее в Джорджтаун, Вашингтон. Той започва работа като адвокат към криминалния отдел на съдебния департамент. Неговата секция разследва съветските агенти и шпиони. През юни 1952 г. подава оставка, за да се включи активно и да ръководи предизборната кампания на брат си, който по това време се кандидатира за сенатор. След като известно време е асистент на баща си, през февруари 1954 г. той се завръща на предишната си работа. След като демократите печелят мнозинство една година по-късно, той става главен адвокат и съветник. През 1959 г. отново напуска, за да води този път президентската кампания на брат си.

### От 1961 до 1964 – главен прокурор
След като Джон Ф. Кенеди печели президентските избори през 1960 г., Боби става главен прокурор. Президентът се възхищава на неговите организаторски качества, политическа мъдрост и знания. Той често казва, че ако иска нещо непременно да бъде направено и то да бъде направено веднага, той разчита на главния си прокурор.

#### Организирана престъпност
Като главен прокурор, Кенеди води ожесточена борба с организираната престъпност и мафията и често не се съгласява дори с директора на ФБР Едгар Хувър по отношение на средствата и стратегията. По негово време присъдите издадени срещу членове на мафията се увеличават 800%.
Особено настоятелно той преследва Джими Хофа, като го обвинява във финансова корупция. Отношенията между двамата стигат до отправяне на обвинения за лично отмъщение. Това привлича вниманието на пресата и популярността на Робърт Кенеди нараства.

#### Движение за граждански права
Робърт Кенеди изразява своето одобрение и съпричастност към движението за граждански права през 1961 година в реч в Университета в Джорджия. Със своя ентусиазъм, енергия, настоятелност и отдаденост на идеята Боби посвещава една огромна част от денонощието на борбата за граждански права. По време на тази борба той се запознава с Мартин Лутър Кинг и техните отношения прерастват от взаимно подозрение към взаимно уважение и възхищение.
През септември 1962 година Робърт Кенеди изпраща подкрепления – военни и полиция в Оксфорд, Мисисипи, за да приведат в изпълнение решение на федералния съд: приемането на първия чернокож студент, Джеймс Мередит, в университета на Мисисипи. Въпреки подкрепленията, в започналите бунтове са убити двама души и стотици са ранени. Робърт Кенеди решава, че ключов момент може да се окаже даването на право на гласуване на чернокожото население. С помощта на президента Кенеди, той успява да създаде Акта за граждански права от 1964 г., с който се прекратява действието на законите на Джим Кроу за расова дискриминация и сегрегация.
Той остава верен на тази идея до края на живота си и по време на собствената си президентска кампания прави социалната справедливост движеща сила на външната и вътрешна политика на страната. След убийството на Джон Кенеди, през 1966 г., Робърт Кенеди предприема обиколка на Южна Африка и говори против апартейда по време в което повечето политици дори не смеят да посетят тази страна.

#### Криза в Куба
Робърт Кенеди като довереник на президента, участва активно в разработването на икономическата блокада на Куба по време на Карибската криза. Той е против военна въоръжена атака, която може да доведе до ядрена война. Първоначалното му одобрение на тайни операции в Куба ръководени от ЦРУ постепенно отстъпва място на желание за оттегляне и неучастие в такива, поради тенденцията на ЦРУ да взима инициативата и да прави самостоятелни решения без допитване до президента или друга висока инстанция. Така например ЦРУ не счита за нужно да информира братята Кенеди за плана си да убие Фидел Кастро. Някои документи, след изтичане на срока, са разсекретени през 2007 година. Според тях Робърт Кенеди е одобрил такова убийство, но няколко години преди това.
По време на Карибската криза Боби се проявява като талантлив политик. Днес се счита, че той е изиграл главната роля за разрешаване на кризата по мирен път и предотвратяването на световна ядрена война. В последната нощ на кризата (която продължава около две седмици) благодарният президент Кенеди прави кратко обобщение: „Благодаря на Господ за Боби“ (Thank God for Bobby!).

### От 1964 до 1968 г.

#### Убийство на Джон Ф. Кенеди
Убийството на президента Джон Кенеди на 22 ноември 1963 година идва като шок за целия свят, но най-вече за самия Боби и клана Кенеди. Според много хора, които го познават отблизо, след смъртта на брат си той става съвсем друг човек.
Демократическата партия кани РФК през 1964 година да произнесе реч преди прожекцията на филм за живота на брат му. Когато името му е обявено по микрофона, всички в залата стават на крака и аплодират със сълзи на очи в продължение на 22 минути, след което Боби изнася една от най-хубавите си речи като завършва с думите на Шекспир„... Когато умре, вземете го и го нарежете на малки звезди, той ще направи небето толкова красиво, че всички ще се влюбят в нощта и ще спрат да боготворят слънцето.“ (...and, when he shall die, Take him and cut him out in little stars, And he will make the face of heaven so fine That all the world will be in love with night And pay no worship to the garish sun.)
Робърт Кенеди остава на поста си главен прокурор и по времето на президента Линдън Джонсън, но напуска 9 месеца по-късно, тъй като двамата имат неразбирателства по много въпроси, както обществени, така и лични. Той заминава за Ню Йорк за да се кандидатира за сенатор.

#### Сенатор и кандидат за президент
Като сенатор РФК започва проект за преустрояване на бедните квартали в Ню Йорк, един от които е Бруклин. По негова инициатива започва програмата „Война на бедността“ (War on Poverty).
Той продължава борбата за права на малцинствата и работи рамо до рамо с лидерите на движението за граждански права и социална справедливост като търси начин да постави на дневен ред пълното унищожение на дискриминацията на всички нива. Неговите усилия са насочени към допускане на чернокожите до всички обществени сгради и обществен транспорт, придобиване на право да гласуват и създаването на програми за образование и възможности за работа, а също така и за здравно осигуряване.
Сенаторът Робърт Кенеди поставя във фокуса на външната политика на САЩ защитата на човешките права. Когато през 1967 г. Мартин Лутър Кинг се обявява за оттеглянето на войските от Виетнам, седмица по-късно той прави същото.
През 1968 година президентът Джонсън се включва в президентската надпревара с тенденцията да бъде преизбран. През януари 1968 Боби заявява, че няма да се кандидатира за президент. Той посещава по това време един от водачите на движението за граждански права, Сесар Чавес (César Chávez), в Калифорния, който е в гладна стачка. След като президентът Джонсън едва печели предварителните избори срещу тогава непознатия Йожийн Маккарти, Боби обявява на 16 март 1968 г., че ще се кандидатира за президент с думите:
„Аз не се кандидатирам за президент за да се противопоставя на друг човек, а за да предложа нова политика“.
На 31 март 1968 година президентът Джонсън обявява, че се оттегля от надпреварата за президентския пост.
Реформите на сенатор Кенеди не се харесват на представителите на крупния бизнес. Те се противопоставят на идеята да плащат повече данъци и такси, за да спонсорират социалните програми.
В своята кампания РФК концентрира вниманието си върху младите, в чието лице вижда строителите на една бъдеща Америка, основана върху принципите за равенство и сътрудничество.
На 4 април 1968 година сенатор Кенеди научава за убийството на Мартин Лутър Кинг. В Индианаполис той говори пред огромно мнозинство от хора за това колко важно е в този момент да има расова търпимост и разбирателство. В много градове на Америка избухват бунтове, но не и в Индианаполис. Много хора са на мнение, че причината за това е именно речта на сенатора.
В предварителните избори Робърт Кенеди печели Небраска и Индиана, но губи Орегон. Неговата цел сега е да спечели Калифорния.

#### Убийство
След като печели Калифорния, сенатор Кенеди се обръща с приветствена реч към своите привърженици малко след полунощ на 5 юни 1968 в хотел Амбасадор в Лос Анджелис. В 12:15 (00:15 европейски стил) Боби слиза от платформата на която изнася речта и се отправя към кухнята, като се здрависва с хора, които му пожелават успех. В 12:16 (00:16) пред него се изправя 24-годишният палестинец Сирхан Сирхан с .22 калибър пистолет и започва да стреля в него и антуража му. Няколко души се хвърлят срещу нападателя да помогнат за обезоръжаването му. Докато Робърт Кенеди лежи на пода в кухнята, помощник-келнерът Хуан Ромеро хваща главата му с ръце и слага молитвена броеница в ръката му. Тази сцена обикаля света и става символ на убийството на сенатора. Два куршума са изстреляни в гърба му и един зад дясното му ухо. Четвърти само леко докосва дрехата му. В този момент настъпва паника, хаос и викове огласят целия хотел. В 12:26 (00:26) новината е огласена по телевизията. При атаката са ранени още 5 души.
Няколко десетилетия по-късно става известно, че съществува аудио запис на стрелбата в кухнята, направен от Станислав Пръсжински, полски репортер, с помощта на портативен касетофон и прикачен към него микрофон. Това е единственият звуков запис на самото убийство на Робърт Кенеди и анализът на касетата едва е започнат. На 6 юни 2007 година, по случай 39-ата годишнина от убийството, Дискавъри излъчва телевизионна програма със заглавието „Тест за заговор: Убийството на РФК“ (Conspiracy Test: The RFK Assassination). Предаването показва, че Сирхан не е бил сам, от излъчения за първи път запис на Станислав Пръсжински с голяма сигурност може да се твърди, че е имало и втори пистолет.
Кенеди е откаран в болницата Гуд Самаритън и в следващите 25 часа радиото и телевизията предават на живо от там. Той умира в 1:44 сутринта на другия ден. Една от теориите е, че същите хора, които организират убийството на президента Кенеди, стоят и зад убийството на по-малкия му брат четири и половина години по-късно.

#### Аутопсия
Всички очевидци твърдят, че Сирхан е бил на около метър-два от Боби когато е стрелял и че е стоял пред него. Съдебният лекар, който извършва аутопсията в Лос Анджелис намира остатъци от барут зад дясното му ухо и в косата му. Той също заключава, че изстрелите не са направени на повече от 3 – 4 см разстояние. В доклада си той пише, че никога не е твърдял, че Сирхан е убиецът, тъй като вероятността за втори стрелец убиец е много голяма. По-късно става ясно, че в хотела присъстват няколко агенти на ЦРУ, които по принцип би трябвало да са в Югоизточна Азия по това време. На 20 ноември 2006 г. BBC излъчва предаването „РФК трябва да умре“ (RFK Must Die) за разследванията и възможността РФК да е убит от ЦРУ.

#### Погребение
След смъртта му тялото му е върнато в Ню Йорк и изложено в продължение на няколко дни в катедралата Свети Патрик. Там се състои и погребалната литургия. Неговият брат, Тед Кенеди изнася хвалебствена реч и я завършва с перифраза на думите на Джордж Бърнард Шоу: „Някои хора виждат нещата такива, каквито са и питат 'Защо?'. Аз мечтая за невъзможни неща и питам 'Защо не?'“ (Some men see things as they are and say 'Why?' I dream things that never were and say, 'Why not?')
Веднага след отслужената литургия тялото му е пренесено във Вашингтон с влак. На гарите по пътя хората се събират за да отдадат последна почит. Робърт е погребан в близост до своя брат Джон в националното гробище Арлингтън. Това е единственото погребение, което се състои през нощта.
След това убийство в задълженията на ЦРУ е включена защитата и запазването на живота на президента на САЩ.

## Семейство
Семейство Кенеди, понякога наричани клана Кенеди са заможно семейство от ирландски произход. Родът започва с брака на Джоузеф и Роуз Кенеди. Семейството е известно с политическите си пристрастия, то има представители в Сената, Камарата, а Джон Кенеди стига и до президентското място. Всички те са свързани с Демократическата партия. Много от тях завършват университета в Харвард.
Робърт Кенеди сключва брак с Етел Скакел (11 април 1928 г. - 10 октомври 2024 г.) през 1950 година и има 11 деца. Той е католик. Последното му дете се ражда няколко месеца след неговата смърт. Жена му не се жени повторно никога и умира 56 години по-късно на 10 октомври 2024 г. на 96 годишна възраст след усложнения от инсулт.
Най-голямото му дете Катлийн служи като вицегубернатор на щата Мериленд (1995 – 2003). Най-големият му син и второ дете Джоузеф Кенеди II служи като член на Камарата на представителите на САЩ за щата Масачузетс (1987 – 1999). Синът на Джоузеф II – Джоузеф Кенеди III от 2013 насетне служи като представител за щата Масачузетс.
| Име                   | Роден/а     | Бележки                                                                                                 |
| --------------------- | ----------- | --- |
| Катлийн Хартингтън    | 1951        | лейтенант губернатор, Мериленд                                                                          |
| Джоузеф Патрик        | 1952        | член на Камарата на представителите на САЩ от Масачузетс                                                |
| Робърт Франсис-младши | 1954        | адвокат, радио водещ, кандидат за президент през 2024г (първо като демократ и по-късно като независим). |
| Дейвид Антъни         | 1955 – 1984 | Умира при поемане на голяма доза кокаин                                                                 |
| Мери Кортни           | 1956        | |
| Майкъл ЛьоМоан        | 1958 – 1997 | умира при ски злополука в Аспен, Колорадо                                                               |
| Мери Кери             | 1959        | Общественик                                                                                             |
| Кристофър Джордж      | 1963        | индустриалец                                                                                            |
| Матю Максуел Тейлър   | 1965        | пише книги и участва в политиката                                                                       |
| Дъглас Хариман        | 1967        | бивш губернатор на Ню Йорк                                                                              |
| Рори Елизабет Катрин  | 1968        | режисьор, продуцент, документално кино                                                                  |